# Alphaville (película)
Alphaville, une étrange aventure de Lemmy Caution (en España Lemmy contra Alphaville pero denominada usualmente Alphaville), es una película francesa de ciencia ficción rodada en blanco y negro y estrenada en 1965. Dirigida por Jean-Luc Godard y protagonizada por Anna Karina, Eddie Constantine y Akim Tamiroff es considerada una película significativa de la nouvelle vague y de las más destacadas en la trayectoria de su director. En cierto momento de la película la máquina comienza a recitar un ensayo de Jorge Luis Borges, modificando el final del mismo. El ensayo se llama "Nueva refutación del tiempo" que se encuentra en su obra Otras inquisiciones de 1952.
La película obtuvo una nominación, como mejor película del año para la revista Cahiers du Cinèma, y el Oso de Oro a la mejor película en el Festival de Berlín.

## Argumento
Lemmy Caution es un agente secreto enviado a Alphaville con dos motivos: localizar a otro agente desaparecido, Henry Dickson, y asesinar al fundador de la ciudad el científico conocido como Profesor Von Braun. Para ello se presenta como un periodista que desea entrevistarse con el Profesor, para lo que tendrá que tratar con la hija de éste, Natascha (Anna Karina), quien es enviada como intermediaria. Pronto se da cuenta de que Alphaville posee muchas peculiaridades que indican que no es un lugar como los demás: muchachas sumisas y frías que se identifican como "seductoras de nivel 3", diccionarios a los que se llama "biblias" y prohibición de palabras como "por qué", "amor" o "llorar". Por último, el detective debe encontrar la computadora que controla toda la ciudad denominada Alpha 60. Alpha 60 es un sistema informático ultra inteligente, creado por von Braun, que tiene el completo control de todos los habitantes de Alphaville: controla sus mentes y sus acciones a través de un impulso energético que aturde a los ciudadanos y hace que se comporten de forma extraña y sumisa. 

## Reparto
- Eddie Constantine - Lemmy Caution
- Anna Karina - Natacha von Braun
- Akim Tamiroff - Henri Dickson
- Jean-Louis Comolli - Profesor Jeckell
- Michel Delahaye - Ayudante de von Braun
- Jean-André Fieschi - Profesor Heckell
- Christa Lang - 1.ª seductora
- Valérie Boisgel - 2.ª seductora
- Jean-Pierre Léaud - Camarero
- László Szabó - Ingeniero jefe
- Howard Vernon - Profesor Leonard Nosferatu (también denominado von Braun)

## Producción
El argumento del film posee muchas similitudes con novelas de ciencia ficción distópicas como Un mundo feliz de Aldous Huxley, 1984 de George Orwell o Fahrenheit 451 de Ray Bradbury, esta última llevada al cine, con su mismo título dos años después por François Truffaut otro miembro de la Nouvelle vague. Como en todas estas obras en Alphaville se muestra una sociedad futura de características totalitarias, donde sería obligatorio sacrificar la libertad y los sentimientos para conseguir la felicidad y el bien común. 
El personaje de Lemmy Caution fue originalmente una creación literaria del escritor británico Peter Cheyney.

## Recepción
La película obtiene una buena recepción en los portales de información cinematográfica siendo más positiva entre la crítica profesional. En IMDb obtiene una puntuación de 7,1 sobre 10 con 25.029 valoraciones. En FilmAffinity, además de estar incluida en el listado "Mejores películas de ciencia ficción de la historia del cine" (127.ª posición), obtiene una puntuación media de 6,8 sobre 10. En el agregador de críticas Rotten Tomatoes obtiene la certificación de "fresco" para el 91% de las 46 críticas profesionales evaluadas y para el 81% de las más de 10.000 puntuaciones de los usuarios del portal.
El crítico Fausto Fernández para la revista Fotogramas incluyó Alphaville en su reportaje de septiembre de 2016 "Futurísticamente Noir: thrillers de ciencia ficción" calificándola de "lúdico experimento del vanguardista (y cinéfilo) Jean-Luc Godard que utiliza a un personaje del thriller y el polar (Lemmy Caution), tanto literario como cinematográfico, para deconstruirlo cuando el palabro ni siquiera existía.(...) aventura rara, rara, rara en la que un aparato de aire acondicionado hizo las veces de computadora con más vida interior que el Hal 9000 de la futura ‘2001: una odisea del espacio’ de Stanley Kubrick. ‘Blade Runner’ también le copió alguna que otra cosa". Antonio Méndez en su crítica para alohacriticon.com la consideró una "gran película de Jean-Luc Godard (conocida también simplemente como “Alphaville”) que mezcla la distopía de ciencia-ficción con las historias pulp, la intriga psicológica y las películas de cine negro de los años 40".
Richard Brody en su crítica para la revista The New Yorker la identificó como "uno de los más grandes trabajos cinematográficos del romanticismo, así como una especie de revelación filmada de la quintaesencia de las películas de ciencia-ficción y de los clásicos del mudo alemán". Kenneth Turan en Los Angeles Times la calificó de "una película que es, en parte, ciencia ficción; en parte, aventura hard-boiled; y todo Godard". J. Hoberman para el periódico The Village Voice la calificó de "obra maestra conceptual" advirtiendo que "ninguna película, ni siquiera 'Al final de la escapada' ejemplifica mejor el sincretismo del temprano genio de Godard". Geoff Andrew en Time Out incidió en que es "una de las películas más auténticamente disfrutables de Godard, una deslumbrante amalgama de cine noir y ciencia-ficción".